# AMF 풋살 월드컵
AMF 풋살 월드컵은 AMF에서 주최하는 국제 풋살 대회로 1984년 브라질에서 첫 대회가 열렸다.
1984년부터 2000년까지는 세계 풋살 협회의 전신인 FIFUSA에서 대회를 주최해 왔고 FUFUSA에서 AMF로 명칭이 바뀐 이후 2003년부터는 AMF 주최로 대회가 열리고 있다.
현재까지 남아메리카 팀이 우승하지 못한 대회가 단 한대회(1991년) 말고는 없을 정도로 남아메리카가 강세를 보이고 있다.

## 역대 결과
| 연도   | 개최국         | 결승전     | 결승전          | 결승전     | 3·4위 결정전 | 3·4위 결정전    | 3·4위 결정전      |
| 연도   | 개최국         | 우승       | 득점            | 준우승     | 3위          | 득점            | 4위               |
| ------ | -------------- | ---------- | --------------- | ---------- | ------------ | --------------- | ----------------- |
| 1984년 | 브라질         | 브라질     | 1 : 0           | 파라과이   | 우루과이     | 0 : 0 (2 : 1 p) | 콜롬비아          |
| 1985년 | 스페인         | 브라질     | 3 : 1           | 스페인     | 파라과이     | 10 : 3          | 아르헨티나        |
| 1988년 | 오스트레일리아 | 파라과이   | 2 : 1           | 브라질     | 스페인       | 3 : 2           | 포르투갈          |
| 1991년 | 이탈리아       | 포르투갈   | 1 : 1 (3 : 2 p) | 파라과이   | 브라질       | 3 : 2           | 볼리비아          |
| 1994년 | 아르헨티나     | 아르헨티나 | 2 : 1 (연장전)  | 콜롬비아   | 우루과이     | 1 : 0           | 브라질            |
| 1997년 | 멕시코         | 베네수엘라 | 4 : 0           | 우루과이   | 브라질       | 4 : 1           | 러시아            |
| 2000년 | 볼리비아       | 콜롬비아   | 3 : 3 (3 : 1 p) | 볼리비아   | 아르헨티나   | 6 : 6 (6 : 5 p) | 러시아            |
| 2003년 | 파라과이       | 파라과이   | RR              | 콜롬비아   | 볼리비아     | RR              | 페루              |
| 2007년 | 아르헨티나     | 파라과이   | 1 : 0           | 아르헨티나 | 콜롬비아     | 6 : 4           | 페루              |
| 2011년 | 콜롬비아       | 콜롬비아   | 8 : 2           | 파라과이   | 아르헨티나   | 8 : 4           | 러시아            |
| 2015년 | 벨라루스       | 콜롬비아   | 4 : 0           | 파라과이   | 아르헨티나   | 7 : 1           | 벨기에            |
| 2019년 | 아르헨티나     | 아르헨티나 | 3 : 2           | 브라질     | 파라과이     | 11 : 1          | 남아프리카 공화국 |

1. ↑  라운드 로빈 방식으로 치러짐
2. ↑  라운드 로빈 방식으로 치러짐

## 국가별 성적
| 국명              | 우승                 | 준우승                     | 3위                  | 4위                  |
| ----------------- | -------------------- | -------------------------- | -------------------- | -------------------- |
| 파라과이          | 3 (1988, 2003, 2007) | 4 (1982, 1991, 2011, 2015) | 2 (1985, 2019)       | -                    |
| 콜롬비아          | 3 (2000, 2011, 2015) | 2 (1994, 2003)             | 1 (2007)             | 1 (1982)             |
| 브라질            | 2 (1982, 1985)       | 2 (1988, 2019)             | 2 (1991, 1997)       | 1 (1994)             |
| 아르헨티나        | 2 (1994, 2019)       | 1 (2007)                   | 3 (2000, 2011, 2015) | 1 (1985)             |
| 포르투갈          | 1 (1991)             | -                          | -                    | 1 (1988)             |
| 베네수엘라        | 1 (1997)             | -                          | -                    | -                    |
| 우루과이          | -                    | 1 (1997)                   | 2 (1982, 1994)       | -                    |
| 볼리비아          | -                    | 1 (2000)                   | 1 (2003)             | 1 (1991)             |
| 스페인            | -                    | 1 (1985)                   | 1 (1988)             | -                    |
| 러시아            | -                    | -                          | -                    | 3 (1997, 2000, 2011) |
| 페루              | -                    | -                          | -                    | 2 (2003, 2007)       |
| 남아프리카 공화국 | -                    | -                          | -                    | 1 (2019)             |

## 같이 보기
- 세계 풋살 협회
- AMF 여자 풋살 월드컵
- FIFA 풋살 월드컵